# Milena Marković
Pour les articles homonymes, voir Marković.
Milena Marković est une auteure dramatique serbe, née en 1974.
En France, en 2006, les lectures de ses pièces ont eu lieu à la MC2 de Grenoble pendant le festival Regards croisés et au Festival d'Avignon.

## Œuvres
- Puisse Dieu poser sur nous son regard - Rails, Le Vaste Monde blanc, Un bateau pour les poupées (2000-2004), traduit du serbe par Mireille Robin, L'Espace d'un instant, Paris, 2006,  (ISBN 2-915037-22-1)